# Studley Royal Water Garden
Studley Royal Water Garden ist ein georgianischer Wassergarten in North Yorkshire in Nordengland.
Seit 1986 ist der Garten Teil der UNESCO-Weltkulturerbestätte „Park von Studley Royal mit den Ruinen von Fountains Abbey“.

## Geschichte
1693 erbte John Aislabie, Parlamentsabgeordneter und späterer Schatzkanzler der Whig-Administration, das Landsgut Studley Royal, das ein verwildertes Waldtal längs des kleinen Flusses Skell beinhaltete. Nach dem Finanzskandal um die Südseegesellschaft im Jahre 1720 verlor Aislabie nicht nur seine politischen Ämter, sondern auch die Ehrenrechte. Aislabie wurde zu einem der Hauptschuldigen an dieser Spekulationsblase erklärt, weil er das Gesetz zur Übernahme eines großen Teils der britischen Staatsschulden durch die Südseegesellschaft im Parlament eingebracht hatte. Er zog sich nach Yorkshire zurück und widmete sich ausschließlich der Gestaltung des Wassergartens von Studley Royal, mit der er 1718 begonnen hatte. Nach seinem Tod 1742 führte sein Sohn William sein Werk fort, kaufte das Gelände von Fountains Abbey und integrierte es mit einem Wildpark in den Landschaftsgarten.

## Garten
Studley Royal wurde von seinem Besitzer, John Aislabie unter dem Einfluss von John James’ Übersetzung der „La Théorie et la pratique du jardinage“ von Antoine-Joseph Dézallier d’Argenville gestaltet. Dieses Werk zum französischen Barockgarten steht in der Nachfolge der Gartenkunst André Le Nôtres. Trotz dieser Einflüsse entstand ein Garten, der in seiner Gesamtkonzeption nicht mehr ausschließlich der barocken Form entsprach. Studley Royal ist ein Garten des Übergangs zwischen barockem und landschaftlichem Stil. Er ist der bedeutendste Garten Englands aus dem frühen 18. Jahrhundert.

### Gestaltung
Der Untere Kanal bildet die annähernd in Nord-Süd-Richtung verlaufende Hauptachse, die auf den „How Hill Tower“ im Süden des Parks ausgerichtet ist. Der Obere Kanal bildet eine zweite Achse, welche das palladianischen „Banqueting House“ mit dem Hügel „Tent Hill“ verbindet, den Aislabie 1724 künstlich vergrößerte. Der Kanal begann bei der „Rustic Bridge“. Diese bildete die Grenze von Aislabies Landbesitz, bis ihm 1724 ein Pachtvertrag die Möglichkeit gab, das Land im Süden von Studley in den Wassergarten einzubeziehen. Ein Reservoir, der Halbmond-Teich, wurde angelegt. Im Norden wird der Garten durch eine formale Balustrade und eine Kaskade abgeschlossen, die das Bindeglied zwischen dem künstlichen See im Tal und den Ruinen der Fountains Abbey auf der Anhöhe bildet. Die ausgedehnte kreisförmige Wasserfläche des Mond-Teiches ist der Mittelpunkt der Gartenanlage. Er wird von zwei Teichen in Bogenzwickelform flankiert. Die Rasenflächen des Gartens wurden mit Eibenhecken eingefasst und die Hänge des Tales mit Buchen und Ulmen bepflanzt.

### Bauten und Kunst
In den 30er Jahren des 18. Jahrhunderts wurden vor allem Zierbauten und der Skulpturenschmuck in den Garten eingefügt. So entstanden die Eingangspavillons, ein „Tempel des Ruhmes“ genannter Monopteros, die ehemalige Orangerie wurde zum „Banqueting House“ umgebaut, und auf der gegenüberliegenden Seite des Kanals entstanden der achteckige Aussichtsturm aus dem Jahre 1738 und ein Venustempel mit einem Kuppeldach. Ein dorischer Herkulestempel am Mond-Teich wurde durch Aislabies Sohn zum „Tempel der Frömmigkeit“ umgewandelt. Der „Anne-Boleyn-Sitz“ auch „The Surprise View“ genannt, bietet einen großartigen Ausblick auf die Ruinen von Fountains Abbey und den Halbmond-Teich. Alte Gemälde belegen, dass an dieser Stelle eine Statue von Heinrich VIII. zweiter Frau stand; folgt man den Legenden, so trug diese Statue den Kopf unter dem Arm und wandte den Rücken der Abtei zu. Am Mond-Teich dienen Bleistatuen des Bacchus, des Galen und des Neptun als Blickfang. Weitere Gestaltungselemente im Wassergarten von Studley Royal sind der Serpentinen-Tunnel und die Einsiedlergrotte, ein beliebtes Detail in georgianischen Gärten.